# Metzgeria nudicosta
Metzgeria nudicosta là một loài Rêu trong họ Metzgeriaceae. Loài này được Steph. mô tả khoa học đầu tiên năm 1916.